# Wanderlehrer
Wanderlehrer ist eine Berufsbezeichnung für diejenigen Personen, die ohne die Bindung an einen festen Ort in bestimmten Branchen und Fachgebieten lehrend und ebenso beratend tätig waren.

## Geschichte
In der Griechischen Antike waren Sophisten in der Zeit von ca. 450 v. Chr. bis ca. 380 v. Chr. als professionelle Wanderlehrer tätig. Sie wollten dadurch eine höhere, zum politischen Handeln befähigende Bildung vermitteln. Ihre Lehrtätigkeiten bezogen sie vornehmlich auf die Fachgebiete Rhetorik und Poetik sowie Ethik und Recht. Die sophistischen Wandlerlehrer reisten von ihrem Zentrum Athen aus zum Peloponnes, nach Thessalien und Süditalien.
Auch im Mittelalter gab es im deutschsprachigen Raum den Beruf des Wanderlehres: So wirkte der Hussit Friedrich Reiser (1401–1458) als ein Wanderlehrer der Waldenser ab 1420 im Schwäbisch-Alemannischen und dann ab 1430 in Böhmen.
Im Zuge der europäischen Agrarrevolution des 18. und 19. Jahrhunderts übernahmen ausgebildete Wanderlehrer die Aufgabe, das spezielle Fachwissen an Landwirte zu vermitteln, und sie zusätzlich zu beraten. Hierbei kam es zu Kooperationen mit den Landwirtschaftlichen Vereinen, die sich in dieser Zeit vermehrt gründeten. Besondere Kenntnisse über ihre jeweils regionalen Tätigkeiten und deren offizielle Anerkennungen liegen über diese Wanderlehrer vor:
- Anton Tausche: Ernennung zum Landes-Wanderlehrer des Landeskulturrats für alle deutschen Bezirke Böhmens durch das Ministerium für Ackerbau im Jahr 1877.
- Heinrich Konrad Schneider: Landwirtschaftlicher Wanderlehrer in Rheinhessen, ab 1861 Gründer und Leiter der „Akademie für Bierbrauer und Landwirte“ in Worms.
- Hermann Franz: Landwirtschaftlicher Wanderlehrer in Thüringen, später Landes-Oekonomierat.
- Friedrich Klingmann: Beruflicher Aufstieg vom Weinbau-Wanderlehrer zum Landwirtschaftsrat für Wein- und Obstbau im Raum Frankenthal.

Die industrielle Revolution in Deutschland verursachte in traditionellen Branchen tiefe Verwerfungen, die durch den Einsatz von Wanderlehrern gemildert werden sollte. Aus diesem Grund förderte der preußischen Staat die Ausbildung zum Wanderlehrer für Webereien. Der hierfür in Frankfurt am Main und in Berlin ausgebildete Richard Keilholz war in Schlesien tätig.
Nach 1945 wurden dem bayrischen Gewerkschaftsbund (BGB) einige Berghütten übereignet, in denen Hüttenreferenten tätig waren. Der spätere Leiter der DGB-Bildungsstätte Niederpöcking (bei Starnberg), Sepp Weinbuch, gehörte zu diesem Kreis von Wanderlehrern. Eine bekannte Einrichtung war die Winkelmoos-Alm, vom Nachfolgeverband des Bayrischen Gewerkschaftsbundes, dem DGB, privaten Betreibern übereignet.
Wanderlehrer, im aktuellen Sprachgebrauch oft als Referenten (innen) oder Teamer (innen) bezeichnet, sind insbesondere seit der Reform des Betriebsverfassungsgesetzes (1972) in gewerkschaftlichen und weiteren Trägern der Erwachsenenbildung tätig. Die Schulungsstätten können entweder trägereigene Bildungseinrichtungen oder kommerzielle Seminarhotels sein. Als Freiberufler oder Ehrenamtliche (was im Falle der Betriebsverfassung durchaus mit Vergütung verbunden ist) haben sie weitgehend den festangestellten Lehrer der Erwachsenenbildung ersetzt oder sind im Nebenverdienst vergütete Spezialisten wie Richter und Rechtsanwälte.

## Wanderlehrer in Österreich
Ab 1902 wurde Wanderunterricht, auf Anordnung des "k. k. Ministeriums für Kultus und Unterricht" von der Fachschule Hallein durchgeführt. Wanderlehrer unterrichteten, teils in den Hauptferien, in verschiedenen Ortschaften des Landes Salzburg holzverarbeitende Gewerbebetriebe. Im Schuljahr 1911/12 wurden 34 Tischlermeister und 62 Zimmermeister besucht. 1914/15 endete diese Form des Unterrichts mit dem Ersten Weltkrieg.
Auch gegenwärtig werden in Österreich in der Imkerei weiterhin Wanderlehrer ausgebildet.